# In the Badlands
Pour les articles homonymes, voir Badlands.
In the Badlands est un film muet américain réalisé par Francis Boggs et sorti en 1909.

## Synopsis
Inconnu.

## Fiche technique
- Réalisation : Francis Boggs
- Production : William Nicholas Selig
- Date de sortie :  États-Unis : 13 mai 1909

## Distribution
- Hobart Bosworth
- Betty Harte
- Tom Santschi